# パシフィックネーションズカップ2017
パシフィックネーションズカップ2017（2017 Pacific Nations Cup、2017 PNC）は、ワールドラグビー主催による「ワールドラグビー パシフィックネーションズカップ（PNC）」12回目の大会である。ラグビーワールドカップ2019「オセアニア地区予選」を兼ねた。

## 概要
2017年7月1日～15日開催。フィジーが4回目、3年連続で優勝した。
前年大会と今大会の総合順位で、上位2チームがワールドカップ出場権を得ることになり、Round2（2節目）でフィジー、Round3（3節目）でトンガの出場が決定した。3位サモアは、翌2018年のヨーロッパ・オセアニアプレーオフに進み、ワールドカップ出場権を得た。
トンガは 2009年6月にフィジーと対戦して以来、テストマッチをトンガ国内で開催していなかったが、改修されたトゥファイバ・スポーツスタジアムで対戦した。

## 戦績
出典
勝ち点は、勝利4、引き分け2、敗戦0。さらに「4トライ以上獲得」「7点差以内で敗戦」の場合に、それぞれボーナスポイント1が勝ち点に加わる。

### 2017年大会結果
| 順位 | 国       | 試合数 | 勝 | 分 | 敗 | 得点 | 失点 | 得失点差 | 4トライ以上 BP | 7点差以内 BP | 勝ち点 |
| ---- | -------- | ------ | -- | -- | -- | ---- | ---- | -------- | -------------- | ------------ | ------ |
| 1    | フィジー | 2      | 2  | 0  | 0  | 52   | 26   | +26      | 1              | 0            | 9      |
| 2    | トンガ   | 2      | 1  | 0  | 1  | 40   | 40   | 0        | 0              | 1            | 5      |
| 3    | サモア   | 2      | 0  | 0  | 2  | 42   | 68   | -26      | 0              | 1            | 1      |

### 2016年大会・2017年大会 総合結果
| 2大会 総合順位 | 国       | 試合数 | 勝 | 分 | 敗 | 得点 | 失点 | 得失点差 | 4トライ以上 BP | 7点差以内 BP | 勝ち点 | ワールドカップ2019出場権                 |
| -------------- | -------- | ------ | -- | -- | -- | ---- | ---- | -------- | -------------- | ------------ | ------ | ---------------------------------------- |
| 1              | フィジー | 4      | 4  | 0  | 0  | 101  | 60   | +41      | 1              | 0            | 17     | 出場権獲得                               |
| 2              | トンガ   | 4      | 1  | 0  | 3  | 68   | 93   | -25      | 0              | 2            | 6      | 出場権獲得                               |
| 3              | サモア   | 4      | 1  | 0  | 3  | 88   | 104  | -16      | 0              | 1            | 5      | 出場権をかけてヨーロッパとのプレーオフへ |

## 対戦詳細

### Round 1
| 2017年7月1日 15:00 TOT (UTC+13) | トンガ | 30–26    | サモア                                                                                               | トゥファイバ・スポーツスタジアム, ヌクアロファ, トンガ 観客数: 10,000人 レフリー: Marius Mitrea (イタリア) |
| 2017年7月1日 15:00 TOT (UTC+13) | トライ: ラトゥ 13' c パカラニ 17' c タクルア 47' c コンバート: タクルア (3/3) 14', 19', 49' PK: タクルア (3/3) 12', 33', 42' | レポート | トライ: Levave 30' c レイウア 65' c コンバート: ピシ (2/2) 30', 66' PK: ピシ (4/4) 8', 21', 35', 44' | トゥファイバ・スポーツスタジアム, ヌクアロファ, トンガ 観客数: 10,000人 レフリー: Marius Mitrea (イタリア) |

Notes:
- 改築によるスタジアムが前月に再オープンし、トンガ国内でのテストマッチは8年ぶり、2009年のフィジー戦以来となる。
- トンガのサモア戦勝利は、2011年以来。

### Round 2
| 2017年7月8日 15:00 TOT (UTC+13) | トンガ                                                                           | 10–14    | フィジー                                                    | トゥファイバ・スポーツスタジアム, ヌクアロファ, トンガ 観客数: 10,000人 レフリー: Nick Briant (ニュージーランド) |
| 2017年7月8日 15:00 TOT (UTC+13) | トライ: フィシイホイ 46' c コンバート: タクルア (1/1) 47' PK: タクルア (1/2) 25' | レポート | トライ: ナカラワ 53' m PK: ヴォラヴォラ (3/3) 14', 65', 72' | トゥファイバ・スポーツスタジアム, ヌクアロファ, トンガ 観客数: 10,000人 レフリー: Nick Briant (ニュージーランド) |

Notes:
- この結果により、フィジーはワールドカップ2019への出場権を獲得した。

### Round 3
| 2017年7月15日 14:00 WST (UTC+13) | サモア                                                                     | 16–38    | フィジー | アピア・パーク, アピア, サモア 観客数: 6,500人 レフリー: ポール・ウィリアムズ (ニュージーランド) |
| 2017年7月15日 14:00 WST (UTC+13) | トライ: Lemi 20' c コンバート: ピシ (1/1) 21' PK: ピシ (3/6) 27', 33', 37' | レポート | トライ: セニロリ (3) 10' c, 23' c, 42' c バトゥンブア 53' c ラトゥニヤラワ 75' c コンバート: ヴォラヴォラ (5/5) 11', 24', 43', 54', 76' PK: ヴォラヴォラ (1/1) 62' | アピア・パーク, アピア, サモア 観客数: 6,500人 レフリー: ポール・ウィリアムズ (ニュージーランド) |

Notes:
- この試合で サモアがボーナス点が無く敗戦したため、トンガはワールドカップ2019への出場権を獲得した。
- サモアで行われた試合において、フィジーが勝利したのは2002年以来15年ぶり。
- サモアは、翌年ヨーロッパ地区とのプレーオフに進み、ワールドカップ2019出場権をかけて戦うことになる。